# Synode von Tyros
Die Synode von Tyros war eine Versammlung kirchlicher Würdenträger im Jahr 335.
Auf der Synode von Tyros wurde Bischof Athanasius von Alexandria abgesetzt. Eusebius von Nikomedia, ein enger Vertrauter Kaiser Konstantins und angesehener Vertreter der östlichen kirchlichen Würdenträger, sowie Eusebius von Caesarea waren die treibenden Kräfte für eine Verurteilung des Athanasius. Dieser wurde beschuldigt, zu Unrecht gewählt worden zu sein, und musste sich außerdem dafür verantworten, dass einer seiner Presbyter in einer Kirche vandaliert hatte. Athanasius wurde nach Trier verbannt.
Nach dem Tod von Konstantins des Großen 337 wurden die Verbannungen diverser Bischöfe, u. a. von Athanasius in Trier im Juni 337, vom weströmischen Kaiser, Konstantin II., aufgehoben. Athanasius wurde allerdings nach Unruhen in Alexandria 339 erneut verbannt, diesmal vom oströmischen Kaiser Constantius II., bzw. floh vor der gewaltsamen Einsetzung des Gegenbischofs Gregor von Kappadokien.